# Laguna de Leche
Laguna de Leche är en sjö i Kuba.   Den ligger i provinsen Provincia de Ciego de Ávila, i den centrala delen av landet, 400 km öster om huvudstaden Havanna. Laguna de Leche ligger 1 meter över havet. Arean är 67 kvadratkilometer. Trakten runt Laguna de Leche består huvudsakligen av våtmarker. Den sträcker sig 10,8 kilometer i nord-sydlig riktning, och 11,4 kilometer i öst-västlig riktning.